# Moro (Moro)
Moro is een bestuurslaag in het regentschap Karimun van de provincie Riau-archipel, Indonesië. Moro telt 7.405 inwoners (volkstelling 2010).